# Still (Flower單曲)
《Still》是日本女子組合FLOWER的出道單曲，於2011年10月12日由Sony Music Associated Records發行。

## 概要
2010年4月的四人組伴舞組合結成FLOWER，所属事務所LDH主辦「VOCAL BATTLE AUDITION 3」甄選，發掘新的成員。經過主唱部門三次審查後，FLOWER主唱候選人進行合宿審查，最終現場審查的標題曲是〈Still〉。
單曲以「初回生產限定盤(CD+DVD)」及「通常盤」兩種版本發售。
〈Still〉是由之前擔當EXILE的《The Birthday ～我愛你～》、《Lovers Again》製作人的松尾潔製作。而Music Video則由久保茂昭擔當監督。
〈Still〉、〈Are You Ready?〉的主唱是鷲尾伶菜及武藤千春，而〈Fadeless Love〉除了鷲尾及武藤外，還加入市來杏香。

## 銷售成績
截至2010年10月11日，日本唱片協會公佈，統計手機全曲付費下載次數的RIAJ付費音樂下載榜，初上榜即登上九位。在10月11日的Oricon公信榜日間排行榜初上榜登上第4位，截至10月24日的週間排行榜初上榜登上第5位。截至同日的Billboard JAPAN Hot 100初上榜第15位。

## 收錄曲目

### 初回生産限定盤
CD
1. Still　[4:09]
作詞：松尾潔；作曲：川口大輔；編曲：中野雄太
2. Fadeless Love　[4:31]
作詞：森田孝太；作曲：nojo、工藤勝洋；編曲：h-wonder
3. Are You Ready?　[3:48]
作詞：MEG.ME；作曲：SHIKATA、MATS LIE SKARE
4. Still (instrumental)　[4:08]
作曲：川口大輔；編曲：中野雄太

DVD
1. 「Still」 MUSIC VIDEO
監督：久保茂昭
2. 「Still」 MUSIC VIDEO MAKING

### 通常盤
1. Still
2. Fadeless Love
3. Are You Ready?
4. Still (instrumental)

## 外部連結
- YouTube上的Flower 『Still』
- Flower官方網站（页面存档备份，存于） （日語）
- 官網唱片介紹
  - 《Still》【初回生產限定盤】（页面存档备份，存于） （日語）
  - 《Still》【通常盤】（页面存档备份，存于） （日語）